# Vicente Fox
Pour les articles homonymes, voir Fox.
Vicente Fox Quesada, né le 2 juillet 1942 à Mexico, est un dirigeant d'entreprise et homme d'État mexicain, président de la République du 1er décembre 2000 au 30 novembre 2006.
Avant son entrée en politique, il travaille de 1965 à 1979 pour la branche mexicaine de la Coca-Cola Company, dont il est successivement directeur national des opérations, directeur marketing et président. Il dirige ensuite le groupe agroalimentaire détenu par sa famille.

## Situation personnelle

### Naissance et famille
Fils de José Luis Fox Pont (1912-1995) et de Mercedes Quesada Etxaide (1919-2006), née à Saint-Sébastien dans le Pays basque espagnol, Vicente Fox Quesada est le deuxième d’une famille de neuf enfants. Il est marié à Marta Sahagún depuis 2001.

### Études et parcours professionnel
Après des études supérieures à l'université ibéro-américaine (licence en administration d'entreprise), il entre en 1964 dans la filiale mexicaine de la compagnie Coca-Cola au poste de contrôleur des transports. Il devient en 1974 président de la compagnie pour le Mexique. Il est ensuite Conseiller de la Chambre de Commerce des États-Unis mexicains, puis directeur du groupe Fox.

## Carrière politique

### Gouverneur de Guanajuato
Il rejoint en 1980 le Parti action nationale (PAN). En 1988, il est élu député fédéral du troisième district de l'État de Guanajuato. En 1995, il devient gouverneur de l'État de Guanajuato.

### Élection présidentielle de 2000
Le 2 juillet 2000, lors des élections fédérales, celui que l'on appelle le plus souvent Vicente Fox ou simplement « Fox » est élu président du Mexique pour six ans avec 44 % des voix. Il devance Francisco Labastida, le candidat du Parti révolutionnaire institutionnel (PRI) qui obtient 34 % des voix et celui du Parti de la révolution démocratique (PRD), Cuauhtémoc Cárdenas, qui recueille 16 % des suffrages. Il succède ainsi à Ernesto Zedillo et met fin à une longue période de 71 ans pendant laquelle le PRI occupa sans interruption la présidence.

### Président du Mexique
Vicente Fox a beaucoup de mal à mettre en œuvre ses réformes économiques, le Congrès étant dominé par une coalition formée du PRD et du PRI.
Sa politique contre la corruption eut des résultats ambivalents. Il s'attaque aux réseaux de financements occultes du PRI, poussant à l'incarcération de cadres de Pemex, mais les contrats frauduleux du groupe pétrolier s’accumulent durant son mandat. Par ailleurs, l’association Amigos de Fox, constituée pour soutenir sa candidature présidentielle, est également accusée d'avoir eu recours à des réseaux de financements occultes. L’Agence fédérale d'investigation, parfois considérée comme le FBI mexicain, fait aussi l'objet de fréquentes controverses durant le mandat présidentiel de Vicente Fox, plusieurs de ses cadres étant soupçonnés de corruption et de complicité avec le narcotrafic. Son directeur, Genaro García Luna, sera arrêté en 2019, accusé d'avoir reçu des millions de dollars en pots-de-vin pour protéger le  cartel de Sinaloa.
Proche du président américain George W. Bush, il soutient en 2002 l’établissement de l'US Northern Command, un commandement militaire chargé de superviser la partie septentrionale du continent. En novembre 2005, Fox rappelle son ambassadeur au Venezuela après avoir été traité de « toutou de l’Empire » par Hugo Chávez, qui critiquait alors son soutien à l'Accord de libre-échange des Amériques proposé par les États-Unis.
Il fait l'objet de critiques en mai 2005 pour avoir déclaré que les migrants mexicains aux États-Unis étaient contraints de faire le travail dont « même les Noirs ne veulent pas ». L'homme politique afro-américain Jesse Jackson dénonce des propos à connotations racistes et demande à Vicente Fox de s'excuser.
Le 26 novembre 2006, le président mexicain s'effondre lors d'une cérémonie d'adieu célébrée dans son ranch de Guanajuato, à cinq jours de la fin de son mandat. Âgé de 64 ans, il est évacué par ambulance vers un hôpital où il suit des examens médicaux. Il regagne ensuite la cérémonie, qui s'est poursuivie normalement. La veille, il avait été victime d'une chute et s'était fait mal au dos (il avait été opéré du dos en 2003).

### Après la présidence
En 2012, l'accroissement présumé de son patrimoine fait peser sur lui des soupçons d'enrichissement illégal.
Il est exclu du Parti action nationale en 2013.

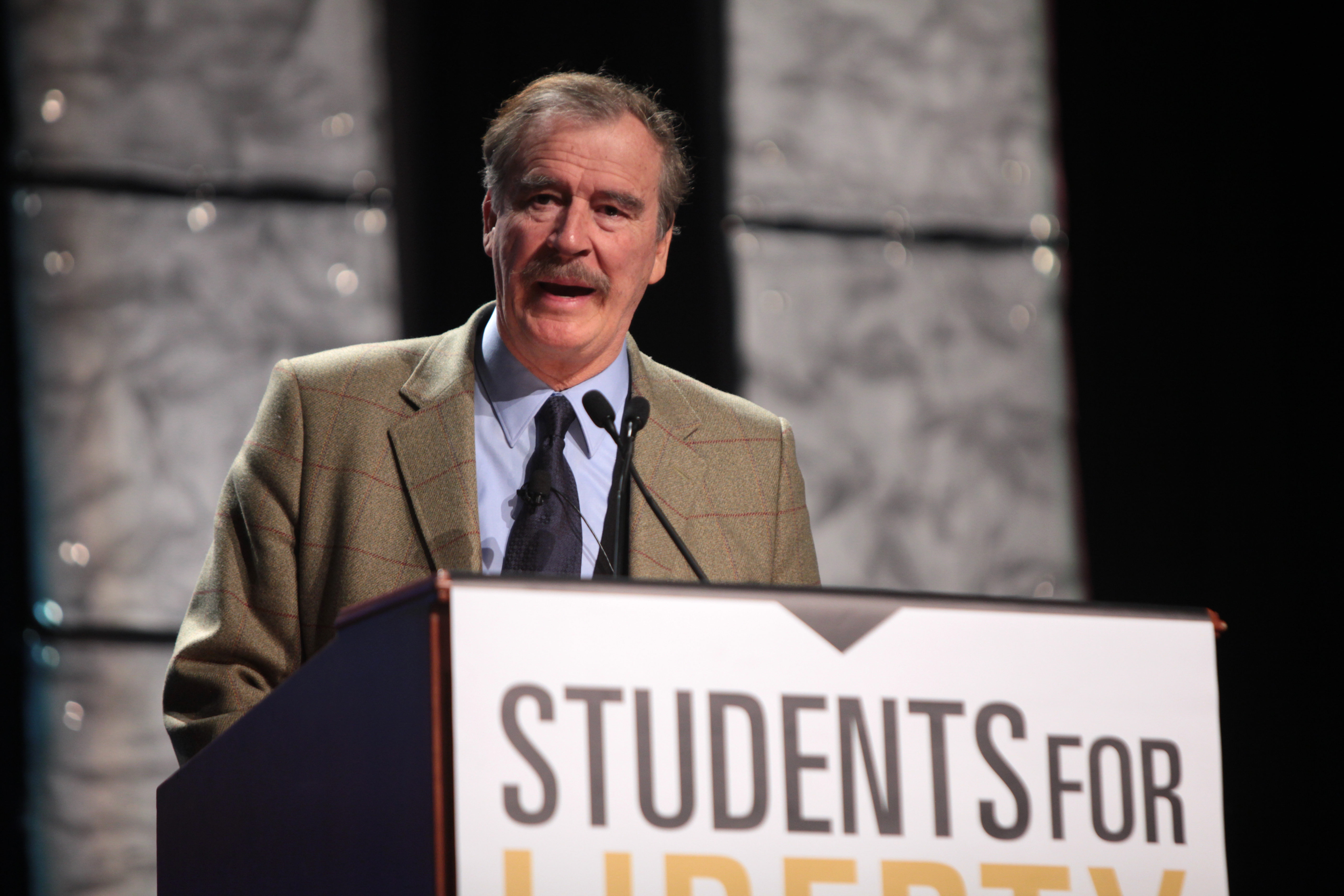
Vicente Fox à la conférence internationale de Students for Liberty à Washington en 2015.

Il appelle les Argentins à voter pour Javier Milei à l'élection présidentielle de 2023.
Il tient des propos considérés comme antisémites et xénophobes à l'occasion de la campagne présidentielle mexicaine de 2024, traitant Claudia Sheinbaum de « juive bulgare » et Marcelo Ebrard de « snob français », en raison de leurs origines familiales respectives. Il affirme que « le seul Mexicain est Xóchitl ! », évoquant par là son favori à la présidentielle, Xóchitl Gálvez. Il appelle par ailleurs cette dernière à « mettre fin aux programmes sociaux » au Mexique si elle était élue à la présidence, qualifiant les bénéficiaires de ces aides sociales de « branleurs » et qu'il fallait qu'ils « se mettent à bosser ! »

## Décorations
- Grand-croix de la Légion d'honneur Il est élevé à la dignité de Grand-croix le 15 novembre 2002 par le président Jacques Chirac[19].